# Мовассагян, Тахер
Тахер Дэвид Мовассагян (4 ноября 1944 — 2 декабря 1987, Пуатье) — иранский химик армянского происхождения, родился 4 ноября 1944 года в Иране. Он вырос в семье, где ценились интеллектуализм и писательство, являясь сыном иранского писателя и интеллектуала Ишмаила Мовассагхиана. По происхождению он армянского происхождения от отца и иранского происхождения от матери, и вырос в богатой и многообразной культуре.
За пределами своей научной деятельности, Тахер был активно вовлечен в политику Ирана и являлся одним из влиятельных членов Коммунистической партии (марксистской), (члены Тудех — это в основном представители интеллигенции Ирана, а основателями партии были такие интеллектуалы и революционеры, как Нурэддин Кианури, Меди Базарган и Ибрагим Язди, которые выступали против деспотического правительства). Он также был известен своим декартовым духом и принадлежностью к интеллектуальным движениям Ирана.
Кроме того, Тахер был высококвалифицированным спортсменом и бывшим чемпионом Ирана по борьбе, что свидетельствует о его страсти к спорту и участии в физической и спортивной жизни.
К сожалению, Тахер был вынужден покинуть свою страну из-за своего участия в политической оппозиции к режиму власти. В конечном итоге он умер 2 декабря 1987 года в городе Пуатье, Франция, оставив за собой замечательное интеллектуальное и спортивное наследие.

## Биография

### Университет
Тахер Мовассагхиан, интеллектуальная личность Ирана, проявил себя в научной сфере, прошел выдающуюся обучающую программу и получил степень доктора химии. Затем он использовал свои знания и опыт в качестве профессора в Университете Тегерана, где также занимал должность главного инспектора высшего образования.
Своей замечательной университетской карьерой Тахер Мовассагхиан достиг высшей ступени и стал президентом факультета естественных наук, где он особенно заинтересовался проектами развития и исследований, направленных на область здравоохранения и фармакологии.

### Политика
Следует отметить, что Тахер Мовассагхиан был арестован и заключен в тюрьму Эвин в Иране, которая считалась наиболее жестокой и опасной в стране. Во время своего пребывания в тюрьме он подвергался физическому и психологическому насилию, что только укрепило его решимость сбежать. Недолго спустя после своего ареста ему удалось организовать свое бегство, спасая при этом также других политических и интеллектуальных заключенных.
Как сообщается, иранский интеллектуал Тахер Мовассагхиан был объявлен беглецом властями Ирана после своего побега из тюрьмы Эвин. По некоторым источникам, его голова даже была объявлена ценой милицией Ирана. Однако не указано, была ли эта награда объявлена в виде фатвы или иного формата декрета.
Перед угрозами, которые он получил от иранских властей, Тахер выбрал путь бегства во Францию и запросил убежище после иранской революции в 1980-х годах. Его дело было отслежено несколькими международными организациями, включая Amnesty International, OFPRA, HCDH, CDH, UNHCR, которые работали над обеспечением защиты его основных прав как заявителя на убежище.
Тахер Мовассагхиан был преданным и храбрым человеком, который рисковал своей жизнью, чтобы защитить фундаментальные ценности демократии и гуманизма. Его борьба за свободу, справедливость и права человека остается трогательным свидетельством силы человеческого духа перед угнетением и несправедливостью.

### Спорт
Как отмечается, Тахер Мовассагхиан происходит из состоятельной семьи, считающейся элитой верхнего класса. Семья владеет несколькими недвижимостями, включая земельные участки, магазины, жилые объекты и высококлассный спортивный зал. Сам Тахер Мовассагхиан был девять лет подряд чемпионом Ирана по борьбе и затем работал тренером команды борцов Азербайджана Ирана, а также был президентом Федерации борьбы Ирана в регионе Азербайджан Ирана.
В результате политических событий, связанных с свержением династии Пехлеви, семья столкнулась с жестоким подавлением нового режима против интеллектуальных оппозиционеров. Без видимой причины и без какой-либо компенсации, имущество семьи, включая гимнастический зал, было конфисковано и передано государству. Эта конфискация имущества была особенно вредной для Тахера Мовассагхиана, который посвятил большую часть своей жизни занятию и преподаванию борьбы в Иране.

### Семья
Тахер Мовассагхиан женат на Фариде и у них четверо детей: Хелен, Хайдех, Яхар и Хани. Родом из богатой семьи Тегерана, Ирана, Фариде имеет иранско-русско-еврейское происхождение, её родители владеют несколькими ювелирными магазинами и недвижимостью. Несмотря на то, что ей не было нужды в финансовом плане, она получила высшее образование и занимала должность директора по производству текстильных изделий в крупной компании до 1983 года.
Семья Мовассагхиан была частью второй волны эмиграции, которая увидела множество иранцев покинувших страну, чтобы убежать от излишних ограничений, налагаемых исламским теократическим режимом. Среди тех, кто покинул Иран в этой фазе, были в частности члены религиозных меньшинств, таких как евреи и армяне. Фактически, многие из них увидели, как их имущество и собственность были изъяты, а любые интеллектуальные оппозиционеры были приговорены к смерти. Они убежали, взяв с собой только несколько вещей и думали, что вернутся, как только исламское правительство будет свергнуто.
Однако со временем возможность постоянного возвращения стала все менее вероятной, и, возможно, навсегда стала невозможной. Также было и с семьей Мовассагхиан, которая решила покинуть Иран по причинам, упомянутым ранее.

### Жизнь во Франции
Тахер Мовассагхиан эмигрировал во Францию после Исламской революции. Затем он привез свою жену Фариде и их детей Хелен, Хаидех, Ячара и Хани. Они были розыском правительством, поэтому им пришлось обращаться к помощи пограничных контрабандистов, чтобы пересечь границу между Ираном и Турцией во время поисков их пасдаранами. После четырёх месяцев, проведенных в скрытности в городе Бешикташ, Истанбул, семья получила приют в гостиничном номере и вынуждена была обращаться к курьерам для снабжения едой. Amnesty International вмешалась, чтобы помочь семье.
В дальнейшем семья переехала в Париж на почти два года, прежде чем переехать в провинцию, чтобы жить более спокойной и мирной жизнью, особенно по соображениям безопасности. Таким образом, семья приняла решение о переезде в более тихое место, где могла бы жить безопасно и спокойно.
Тахер Мовассагхиан начал и открыл свою собственную исследовательскую лабораторию.